# Мейсельман, Александр Давидович
Александр Давидович Мейсельман (11(24) сентября 1900, Тайга, Мариинский уезд, Томская губерния — 18 января 1938, Ленинград) — русский советский писатель

, востоковед, театровед.

## Биография
Александр Давидович Мейсельман родился 11 (24) сентября 1900 года на станции Тайга Мариинского уезда Томской губернии. Он был младшим из девяти детей. Его отец Давид Ицик-Мордхович Мейсельман заведовал почтовой станцией на Сибирском тракте. Одна из дочерей Давида Мейсельмана Дина-Эсфирь (Лёля) вышла замуж за купца первой гильдии Д. М. Кузнеца. Таким образом Мейсельманы породнились с иркутской деловой элитой.
После смерти отца в 1904 г. А. Д. Мейсельман жил на попечении старшей сестры и учился в гимназии в Иркутске. По окончании гимназии в 1918 г. поступил на юридический факультет Иркутского Государственного университета и в 1920 г. перешёл на Восточное отделение Гуманитарного факультета, переименованное затем в Дальне-Восточное отделение внешних сношений Факультета общественных наук, полный курс которого по «японскому разряду» окончил в 1924 г. Специализировался по восточному театру. В 1925 г. переехал в г. Ленинград, где сначала был научно-техническим сотрудником, затем ассистентом кафедры Государственного института истории искусств. В 1926 г. руководил мастерской пролеткульта, преподавал западно-европейскую литературу в Гостехникуме печати, ездил в командировку в Москву для чтения лекций по восточному театру в Центральный техникум театрального искусства, читал лекции по восточному театру на Высших курсах искусствознания в Ленинграде. В 1929 г. работал переводчиком с японского языка на Камчатке в Гостресте АКО (Акционерное Камчатское общество). По впечатлениям этой поездки написал книгу «Лам: очерки Охотско-Камчатского края», изданную в 1931 г.
В 1930 был зачислен в аспирантуру Государственного института истории искусств как единственный в стране (по характеристике проф. Н. И. Конрада) востоковед, специализирующийся по истории и теории театра стран Дальнего Востока.
Ещё до окончания аспирантуры, в 1932 г. стал работать преподавателем истории театра в Ленинградском театральном училище. С 1934 г. работал на кафедре истории театра в Ленинградском институте по повышению квалификации работников искусства. С 1934 г. состоял консультантом по истории театра в Государственном институте театрального искусства в Москве. С 1934 кандидат в члены, и с 1935 г. член Союза советских писателей.
Был дружен с писательницей Н. Кальма (псевдоним Анны Иосифовны Кальманок) и её мужем Борисом Васильевичем Гольдом, ученым-автомобилистом. Также дружил с литературоведом Наумом Яковлевичем Берковским и художником-графиком Геннадием Дмитриевичем Епифановым.
С декабря 1935 Мейсельман работал преподавателем истории театра в Академии художеств. В личном деле, хранящимся в архиве Академии Художеств, Мейсельман перечисляет свои работы, в том числе сообщает, что работает над очерком по истории итальянского театра XVII—XVIII вв. по заказу ЛИПКРИ (Ленинградский институт повышения квалификации работников искусств).
Мейсельман был арестован по ложному обвинению 14 ноября 1937 г. Комиссией НКВД и Прокуратуры СССР 12 января 1938 г. приговорен по ст. 58-1а УК РСФСР к высшей мере наказания и расстрелян 18 января 1938 г. Посмертно реабилитирован в 1956 г. за неимением состава преступления.
Рукопись повести о японских детях, которая должна была выйти «Детгизе», после ареста предположительно была уничтожена.

## Семья
- Жена — Екатерина Дмитриевна Теннер-Мейсельман (1902—1977), внучка генерала от инфантерии С. С. Унковского, дочь генерал-майора Д. Э. Теннера, преподаватель английского языка.
  - Дочь — Ксения Александровна Гузеева (1930—2020), филолог, автор учебных пособий и методических материалов для преподавателей английского языка.
- Племянница — писатель и сценарист Галина Михайловна Шергова. Племянница — Марианна Давидовна Кузнец (1896—1961), переводчик, языковед в области английского языка, заведующая кафедрой иностранных языков Ленинградского педиатрического медицинского института, жена историка Л. Л. Ракова и педагога-методиста Иосифа Меттера (1905—1971) — брата писателя И. М. Меттера[8][9].

## Творчество
Дебютировал в литературе как поэт, в коллективном сборнике «Отзвуки» (Иркутск, 1921). Самые ранние из известных стихотворений А. Д. Мейсельмана датированы 1919 г. Один из членов-основателей первого поэтического объединения в Восточной Сибири, иркутской литературной группы «Барка поэтов» (1920—1923), в дальнейшем участник и член правления Иркутского литературно-художественного объединения (1923—1926).
Наряду с А. И. Венедиктовым и Е. И. Титовым Мейсельман принадлежал к крылу «Барки поэтов», ориентировавшемуся на классические традиции русской поэзии, вплоть до прямых стилизаций; однако стихотворные вкрапления в его позднейшей, написанной в жанре «деловой прозы» книге «Лам» восходят к авангардистским опытам участников «Барки поэтов». Уже во времена «Барки поэтов» начинает проявляться и интерес А. Д. Мейсельмана к поэтике и эстетике театра (доклад «Лирический театр Блока», декабрь 1922 г.). После переезда в Ленинград выступал в печати преимущественно как очеркист и литературный обозреватель.